# Nihat Kahveci
Nihat Kahveci (Istanbul, Turquia, 23 de novembre de 1979) és un futbolista turc. Juga de davanter i el seu primer equip fou el Beşiktaş Jimnastik Kulübü.

## Biografia
Producte de l'equip juvenil del Beşiktaş, fou traspassat a la Reial Societat durant la temporada 2001-2002, recomanat per John Toshack que el coneixia de la seva estada en el Beşiktaş.
Els seus principis en el club basc foren difícils, primer el seu traspàs es va retardar a causa d'una lesió de turmell (finalment arribà en desembre), i en el seu primer any, en part al jugar molt prop a la banda, no acabà d'explotar i la primera temporada no li va anar gaire bé, sent críticat per Toshack molt criticat pel seu fitxatge, encara que el temps li acabà donant la raó.
En la samarreta donostiarra jugà 131 partits de La Lliga en els quals acabà marcant 57 gols. Durant la seva estada per la Reial aconseguí un meritòri subcampionat de Lliga de la Primera divisió espanyola 2002/03, en la qual a més aconseguí la segona posició de pichichi compartit amb Ronaldo al marcar 23 gols cadascú, sols per darrere de Roy Maakay amb 29 gols.
L'any 2006 va ser traspassat al Vila-real CF després d'acabar el seu contracta amb la Reial Societat.
La seva primera temporada amb l'equip groguet tampoc fou molt brillant a causa d'una lesió, però en la temporada 2007/08 despuntà i aconseguí fins a 18 gols amb la samarreta grogueta, a més amb un nou subcampionat que ja aconseguí amb la Reial Societat.

### Internacional
Ha estat internacional amb la selecció de futbol de Turquia en 58 ocasions, marcant 17 gols. (Fins data del 15 de juny de 2008).

## Clubs
| Club                     | País    | Any       | Partits | Gols |
| ------------------------ | ------- | --------- | ------- | ---- |
| Beşiktaş JK              | Turquia | 1997-2001 | 120     | 28   |
| Reial Societat           | Espanya | 2001-2006 | 145     | 59   |
| Vila-real Club de Futbol | Espanya | 2006-     | 33      | 18   |

## Títols

### Campionats nacionals
| Títol           | Club                      | Pais    | Any  |
| --------------- | ------------------------- | ------- | ---- |
| Copa de Turquia | Beşiktaş Jimnastik Kulübü | Turquia | 1998 |
| Subcampionat    | Reial Societat            | Espanya | 2002 |
| Subcampionat    | Vila-real CF              | Espanya | 2008 |

## Participacions en Copes del Món
| Mundial                     | Selecció | Resultat    |
| --------------------------- | -------- | ----------- |
| Copa del Món de Futbol 2002 | Turquia  | Tercer lloc |